# Rômulo José Pacheco da Silva
Rômulo José Pacheco da Silva, meglio noto come Rômulo (Recife, 27 ottobre 1995), è un calciatore brasiliano, centrocampista del Chengdu Rongcheng.

## Carriera
Ha giocato nella massima serie dei campionati brasiliano e sudcoreano, e nella seconda divisione brasiliana.